# Teddy Weatherford
Theodore Weatherford (Pocahontas, 11 oktober 1903 - Calcutta, 25 april 1945) was een Amerikaanse pianist van de swing.

## Carrière
Teddy Weatherford groeide op in Bluefield. Van 1915 tot 1920 woonde hij in New Orleans, waar hij het jazz-pianospel leerde. Daarna verhuisde hij naar Chicago en werkte daar met bands van Erskine Tate, Louis Armstrong en Johnny Dodds. Hij was een voorbeeld voor de jonge Earl Hines.
Weatherford emigreerde later vanuit de Verenigde Staten eerst naar Amsterdam, daarna naar Azië, waar hij in 1926 in Calcutta als pianist werkte. In 1929 speelde hij in Shanghai. Tijdens de vroege jaren 1930 leidde hij een band in het Taj Mahal Hotel in Bombay. Bovendien speelde hij in Crickett Smiths band in Jakarta. In 1937 aanvaardde hij de leiding van deze band in Ceylon, in hetzelfde jaar ontstonden opnamen in Parijs voor Swing Records. Aan het begin van de jaren 1940 had hij een eigen band in Calcutta, waar hij ook radio-opnamen maakte voor de Armed Forces Radio Service. In zijn band speelden muzikanten als Bridget Althea Moe, Jimmy Witherspoon, Roy Butler en Gery Scott. In 1942 deed hij in India acht opnames voor EMI/Columbia Records, vier met bas/drum-begeleiding en vier met octet-bezetting.

## Overlijden
Teddy Weatherford overleed aan cholera op 41-jarige leeftijd.
- Bibliothèque nationale de France: cb13901045b (data)
- International Standard Name Identifier: 0000 0000 3068 0060
- Library of Congress Control Number: n87137864
- MusicBrainz: a7273f4c-ec62-4f20-bd97-91173efa63c3
- Système universitaire de documentation: 161237959
- Virtual International Authority File: 24788799
- WorldCat: E39PBJtgYfVfqwqkGXM3KFCG73